# Boldești (okręg Alba)
Boldești – wieś w Rumunii, w okręgu Alba, w gminie Avram Iancu. W 2011 roku liczyła 9 mieszkańców.